# Domiziano (prefetto del pretorio)
Domiziano (latino: Domitianus; ... – 353) fu un politico dell'Impero romano, coinvolto nella caduta e morte di Costanzo Gallo.

## Biografia
Il padre di Domiziano svolgeva un lavoro manuale; lui svolse le funzioni di notarius e divenne in seguito un senatore.

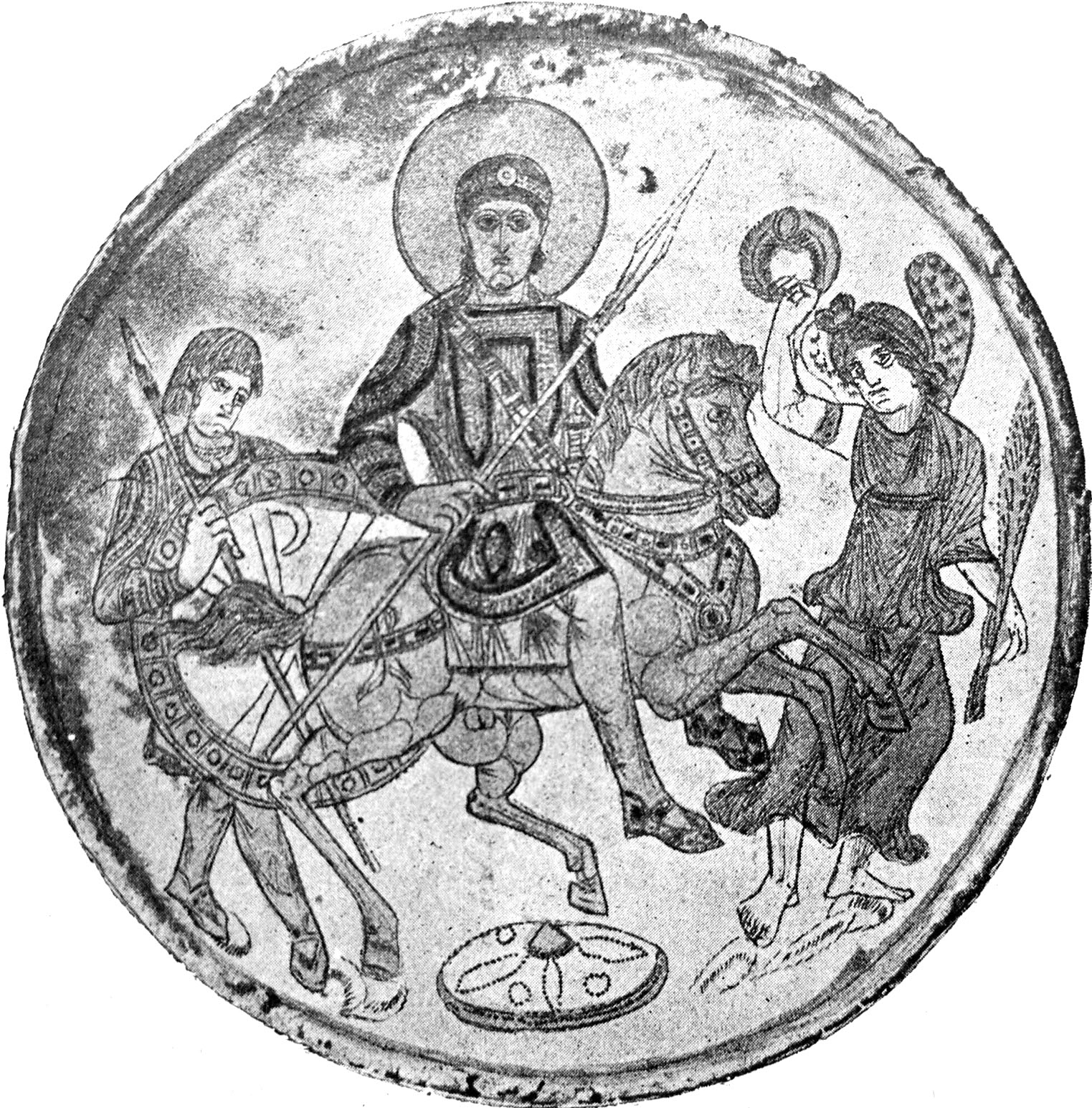
Missorium di Kerch, raffigurante Costanzo II

Nel 353 era comes sacrarum largitionum, quando, alla morte del prefetto del pretorio d'Oriente Tallasio, l'imperatore Costanzo II lo nominò suo successore, inviandolo alla corte del proprio cugino, il cesare d'Oriente Costanzo Gallo, del quale sospettava la fedeltà.
L'ordine di Domiziano era quello di controllare Gallo, o più semplicemente di rinnovargli l'ordine di presentarsi a corte. Giunto ad Antiochia con alcune unità della guardia, Domiziano attraversò la città senza fermarsi a salutare Gallo, un atto con cui fece chiaramente capire di non riconoscerne l'autorità; intimò al cesare, consegnandogli le lettere di Costanzo, di recarsi immediatamente a Milano alla corte imperiale, minacciandolo di tagliargli i rifornimenti per la corte antiochena. In un rapido susseguirsi di eventi sempre più concitati, Gallo ordinò l'arresto di Domiziano, il quale venne difeso dal questore Monzio Magno, ma entrambi gli uomini furono picchiati e uccisi, dietro ordine di Gallo e istigazione del curator urbis Luscus, dai soldati. Una seconda versione dei fatti vuole Domiziano inviato ad impedire che Gallo celebrasse un trionfo ad Antiochia per la sua vittoria contro i Sasanidi, Monzio ricevere l'ordine di arrestare l'inviato di Costanzo e rifiutarsi sulla base della limitazione di potere di Gallo, e Costantina, moglie di Gallo e sorella di Costanzo, prendere Monzio dalla sedia e gettarlo ai soldati che l'uccisero assieme a Domiziano, con il consenso di Gallo.
Gli succedette Strategio Musoniano. Lasciò una figlia, andata in sposa ad Apollinare, un funzionario di Gallo poi ucciso per ordine del cesare.

### Fonti primarie
- Ammiano Marcellino, Res gestae, xiv.7.9, xiv.11.7, xv.13.1
- Filostorgio, Epitome della Storia ecclesiastica
- Libanio, Orazioni, xlii.24—25.
- Zonara, Epitome delle storie

### Fonti secondarie
- Banchich, Thomas M., "Gallus Caesar (15 March 351 - 354 A.D.)", De Imperatoribus Romanis (1997), su roman-emperors.org.
- Morris, John, Arnold Hugh Martin Jones, John Robert Martindale, "Domitianus 3", The Prosopography of the Later Roman Empire, Cambridge University Press, 1992, ISBN 0521072336, p. 262.
- Potter, David Stone, The Roman Empire at Bay: Ad 180-395, Routledge, 2004, ISBN 0415100577, p. 476.